# Medribnik
Medribnik – wieś w Słowenii, w gminie Cirkulane. W 2018 roku liczyła 123 mieszkańców.